# Anželika Varum
Anželika Varum (in russo Анжелика Варум?), pseudonimo di Marija Jur'evna Varum (in russo Мария Юрьевна Варум?; Leopoli, 26 maggio 1969), è una cantante e attrice russa. È un'artista onorata della Federazione Russa (2011). È membro dell'Unione Internazionale degli Artisti di Varietà. Tre volte vincitore del premio nazionale russo Ovacija, vincitore del festival annuale Pesnja goda.

## Discografia
- 1991 – Good bye, moj mal'čik
- 1993 – Lja-lja-fa
- 1995 – Osennij džaz
- 1996 – V dvuchh minutach ot ljubvi
- 1996 – Zimnjaja višnja
- 1999 – Tol'ko ona...
- 2000 – Služebnyj roman (con Leonid Agutin)
- 2002 – Stop, ljubopytstvo!
- 2007 – Muzyka
- 2009 – Esli on ujdёt
- 2013 – Sumasšedšaja
- 2016 – Ženščins šla
- 2018 – Na pauzu
- 2020 – Grustnaja bossa

## Onorificenze
- 2011 – Artista onorato della Federazione Russa[2]